# Kotuziv, Terebovlea
Kotuziv (în ucraineană Котузів) este o comună în raionul Terebovlea, regiunea Ternopil, Ucraina, formată numai din satul de reședință.

## Demografie
Componența lingvistică a comunei Kotuziv
     Ucraineană (100%)
Conform recensământului din 2001, toată populația comunei Kotuziv era vorbitoare de ucraineană (100%).